# Ferrys (Radsportteam)

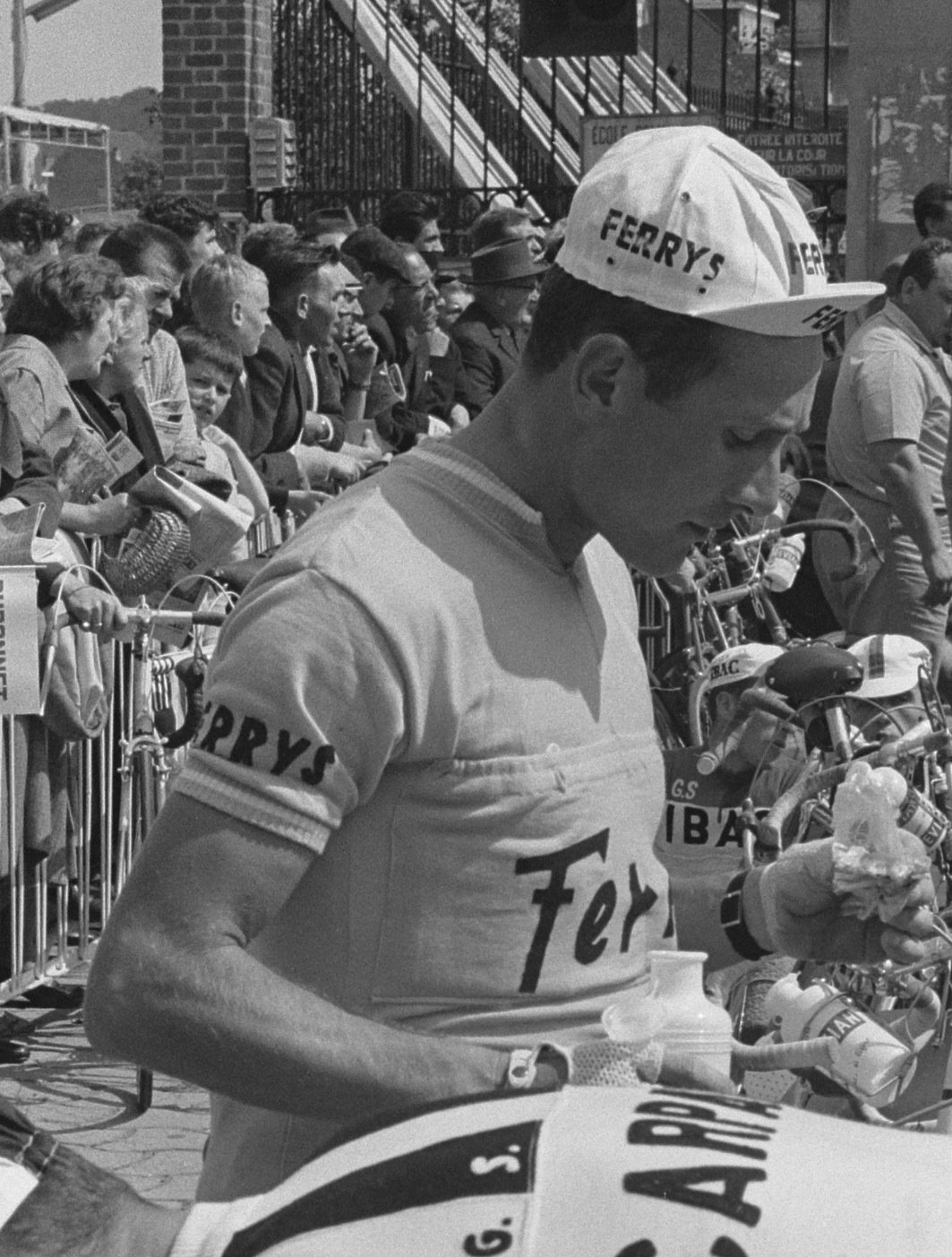
Fahrer bei der Tour de France

Ferrys war ein spanisches Radsportteam, das von 1960 bis 1968 bestand.

## Geschichte
Das Team wurde 1960 von Damiano Pla Sanchis gegründet. Im ersten Jahr konnte das Team neben den Siegen Platz 2 bei der Trofeo Jaumendreu, vierte Plätze bei Prueba Villafranca de Ordizia und der Euskal Bizikleta sowie Platz 8 beim Giro di Sicilia und Platz 9 bei der Trofeo Masferrer erreichen. Im Folgejahr konnten zweite Plätze bei Madrid-Barcelona, beim Circuito de Getxo, bei Subida a Arrate, dritte Plätze bei der Andalusien-Rundfahrt und bei der Vuelta a España erwirkt werden. 1963 konnte das Team mit Platz 2 bei der Vuelta a España sei bisher bestes Ergebnis bei einer Grand Tour erzielen. Weitere nennenswerte Ergebnisse waren Platz 2 bei der Valencia-Rundfahrt, Platz 3 bei Prueba Villafranca de Ordizia, Platz 4 bei der Andalusien-Rundfahrt und Platz 6 beim Giro d’Italia. 1963 gewann das Team einige Etappenrennen wie die Setmana Catalana und den GP Midi Libre. Weitere Platzierungen waren ein zweiter Platz bei der Valencia-Rundfahrt und dem Critérium du Dauphiné, ein dritter Platz beim GP Pascuas und Platz 7 bei der Clásica a los Puertos. 1964 konnte das Team seinen zweiten Platz in der Gesamtwertung der Vuelta a España aus dem Jahr 1962 wiederholen. Neben einem Etappengewinn wurde auch das grüne Trikot für den Besten in der Punktewertung gewonnen. Darüber hinaus wurde Platz 2 bei der Clásica a los Puertos, Platz 3 bei der Vuelta a La Rioja und der Klasika Primavera de Amorebieta, Platz 4 bei Barcelona–Andorra, Platz 4 beim Dokter Tistaertprijs sowie Platz 12 bei der Tour de France erwirkt. 1965 war vermutlich die erfolgreichste Saison des Teams mit über 20 Erfolgen. Hinzu kamen zweite Plätze bei der Setmana Catalana, der Vuelta a Mallorca und der Euskal Bizikleta, Platz 3 bei der Andalusien-Rundfahrt, vierte Plätze bei der Vuelta a España und beim GP Vizcaya sowie sechste Plätze bei der Escalada a Montjuïc, beim Critérium du Dauphiné und der Tour de France. 1966 konnten neben den Siegen mit Platz 2 bei der Clásica a los Puertos, Platz 3 beim Gran Premio Muñecas de Famosa, vierte Plätze bei der Andalusien-Rundfahrt, der Vuelta a Mallorca. der Vuelta a La Rioja, der Subida a La Reineta und Platz 9 bei der Vuelta a España gute Platzierungen erreicht werden. 1967 gewann das Team drei Etappen bei der Vuelta a España belegte jedoch lediglich Platz 12 in der Gesamtwertung. Weitere Platzierungen waren Platz 2 bei der Prueba Villafranca de Ordizia, Platz 3 beim GP Pascuas, Platz 4 bei der Andalusien-Rundfahrt sowie sechste Plätze bei der Valencia-Rundfahrt, der Euskal Bizikleta und der Setmana Catalana. In der Saison 1968 wurden zehn Siege, darunter die Gesamtsiege bei der Vuelta a los Valles Mineros und dem Gran Premio Muñecas de Famosa, errungen. Weitere Platzierungen wurden mit dritten Plätzen bei der Klasika Primavera de Amorebieta und der Vuelta a La Rioja, Platz 4 bei der Valencia-Rundfahrt, Platz 6 bei der Andalusien-Rundfahrt, Platz 8 bei der Katalonien-Rundfahrt, Platz 10 bei der Vuelta a Mallorca erwirkt. Bei der Vuelta a España konnte Ventura Díaz Platz 15 belegen.
Am Ende der Saison 1968 löste sich das Team auf.
Hauptsponsor war ein spanischer Hersteller von Textilwaren aus Canals.

## Erfolge
1960
- Gesamtwertung und fünf Etappen Katalonien-Rundfahrt[3]
- zwei Etappen Vuelta a España
- eine Etappe Eibarko Bizikleta

1961
- eine Etappe Vuelta a España
- Gesamtwertung und zwei Etappen Valencia-Rundfahrt
- drei Etappen Andalusien-Rundfahrt
- drei Etappen Katalonien-Rundfahrt
- drei Etappen Madrid–Barcelona
- eine Etappe Valencia-Rundfahrt
- eine Etappe Tour de l’Avenir
- Campeonato Vasco-Navarro de Montaña
- Klasika Primavera de Amorebieta

1962
- zwei Etappen Valencia-Rundfahrt
- Campeonato Vasco-Navarro de Montaña
- eine Etappe Eibarko Bizikleta
- eine Etappe Katalonien-Rundfahrt
- eine Etappe Andalusien-Rundfahrt

1963
- eine Etappe Tour de France
- eine Etappe Vuelta a España
- Gesamtwertung und zwei Etappen Setmana Catalana de Ciclisme
- Gesamtwertung und eine Etappe Grand Prix Midi Libre
- drei Etappen Katalonien-Rundfahrt
- zwei Etappen Valencia-Rundfahrt
- Trofeo Jaumendreu
- Subida al Naranco
- Campeonato Vasco-Navarro de Montaña
- eine Etappe Critérium du Dauphiné
- eine Etappe Eibarko Bizikleta
- Spanischer Meister – Straßenrennen

1964
- eine Etappe und  Punktewertung Vuelta a España
- Gesamtwertung und eine Etappe Setmana Catalana de Ciclisme

- zwei Etappen Valencia-Rundfahrt
- zwei Etappen Katalonien-Rundfahrt
- Prueba Villafranca de Ordizia
- Gran Premio Pascuas

1965
- eine Etappe Tour de France
- zwei Etappen Vuelta a España
- Gesamtwertung und vier Etappen Valencia-Rundfahrt
- drei Etappen Setmana Catalana de Ciclisme
- zwei Etappen Tour de l’Avenir
- zwei Etappen Volta a Mallorca
- Circuit de la Sarthe
- Klasika Primavera de Amorebieta
- Barcelona–Andorra
- eine Etappe Eibarko Bizikleta
- eine Etappe Critérium du Dauphiné
- eine Etappe Portugal-Rundfahrt

1966
- Gesamtwertung und drei Etappen Valencia-Rundfahrt
- drei Etappen Andalusien-Rundfahrt
- zwei Etappen Volta a Mallorca
- eine Etappe Vuelta a La Rioja
- Barcelona–Andorra
- GP Viscaya

1967
- drei Etappen Vuelta a España
- Gesamtwertung und zwei Etappen Subida a Arrate
- Trofeo Elola
- eine Etappe Gran Premio Muñecas de Famosa

1968
- zwei Etappen Vuelta a España
- Gesamtwertung und eine Etappe Vuelta a los Valles Mineros
- Gesamtwertung und eine Etappe Gran Premio Muñecas de Famosa
- zwei Etappen Valencia-Rundfahrt
- eine Etappe Andalusien-Rundfahrt
- eine Etappe Katalonien-Rundfahrt

## Grand-Tour-Platzierungen
| Grand Tour            | 1960 | 1961 | 1962 | 1963 | 1964 | 1965 | 1966 | 1967 | 1968 |
| --------------------- | ---- | ---- | ---- | ---- | ---- | ---- | ---- | ---- | ---- |
| Vuelta a EspañaVuelta | 13   | 3    | 2    | 13   | 2    | 4    | 9    | 12   | 15   |
| Giro d’ItaliaGiro     | –    | –    | 6    | –    | –    | –    | –    | –    | –    |
| Tour de FranceTour    | –    | –    | –    | 3    | 12   | 6    | –    | –    | –    |

## Bekannte Fahrer
- José Pérez Francés (1960–1966)
- Ventura Díaz (1961–1963 + 1966–1968)
- Fernando Manzaneque (1963–1967)
- Luis Otaño (1964–1965)
- Angelino Soler (1966–1967)